# Tamazight du Sened
Le tamazight du Sened est une langue berbère morte, parlé autrefois dans les localités de Sened, Majoura (Tamagourt), Maïch et Sakket, dans la région de Gafsa, dans le centre de la Tunisie, jusqu'au milieu du XXe siècle. En 1911, l'ensemble de la communauté de Sened la parle encore mais uniquement les vieillards en 1968.

## Dénominations
Historiquement, le berbère du Sened a été appelé tamazight en berbère et zenatia (znatiya) en arabe,.

## Différences avec le tamazight de Tamezret
Il existe quelques différences avec le tamazight de Tamezret au niveau de la prononciation et de la morphologie des mots, le tableau ci-dessous en résume quelques-unes :
| Français | Tamazight du Sened | Tamazight de Tamezret |
| -------- | ------------------ | --------------------- |
| cendre   | iɣd                | ermad                 |
| dire     | emmel              | enna                  |
| mourir   | emmet              | ezzef                 |
| argent   | idrimen            | icemmen               |
| fils     | memmi              | afrux                 |
| fille    | illi               | tafruxt               |
| montagne | adrar              | eddahrat              |
| vent     | aṭu                | aḍu                   |
| mer      | ilel               | ilil                  |
| vendre   | zenz               | zinz                  |
| pieds    | ṭar                | aḍar                  |
| main     | fus                | afus                  |
| homme    | argaz              | aryaz                 |

Ci-dessous figure un exemple figurant dans l'Étude sur la tamazir't ou zenatia de Qalât es-Sened du docteur Paul Provotelle (1911) :
| Caractères latins | Caractères arabes | Traduction |
| --- | --- | --- |
| El Oukhti Diab Elalalia ienr'a Khlifa Ezzenati ill-is R'ida tenni zenneg n ezzimmel n ebboïs. Oumman El Alali, teskerkoust tenr'it-etch. Aou ienni zenneg n ezziml-is. Ienni Diab zenneg n ezziml-is, ious-es bâch aïenr'it. | الوختي دياب الاَلاَلَي ينغاَ خليفا الزناتي يليس غيداء تني زنق نزيمل نبويس - ومان الاَلاَلي - تسكركوست تنغيتتش او يني زنق نزيمليس - يني دياب زنق نزيمليس - يونس باش اّينغيت. | Lorsque Diab El Hilali a tué Khlifa Ezzenati, sa fille Ghida est montée sur le cheval de son père. Les Hilaliens dirent : tu as menti, tu ne l'as pas tué ! Il est là chevauchant son cheval. Diab monta sur son cheval et s'avança pour la tuer. |